# L'Économie politique en une leçon
L’Économie politique en une leçon (Economics in One Lesson) est une introduction à l'économie écrite par Henry Hazlitt en 1946.
Il s'agit d'un ouvrage de vulgarisation sur les principes de l'économie de marché, fondé sur Ce qu'on voit et ce qu'on ne voit pas de Frédéric Bastiat. Comme le dit Hazlitt dans son introduction : « On peut dire que mon livre en est la présentation moderne et qu'il est le développement et la généralisation d'une vérité déjà en puissance dans l'ouvrage de Bastiat. »

### Éditions
- Henry Hazlitt, Economics in One Lesson, Pocket Books, 1952 (lire en ligne)
- Henry Hazlitt, Economics in One Lesson, Auburn, Ludwig von Mises Institute, 2008 (ISBN 978-1-933550-21-3, lire en ligne)
- Henry Hazlitt (trad. de l'anglais), L'Économie Politique en une Leçon, Paris, Institut Charles Coquelin, 2006, 185 p. (ISBN 2-915909-06-7, BNF 40939235, présentation en ligne)
- Henry Hazlitt, L'Économie Politique en une Leçon, Paris, Institut Coppet, 22 juin 2014, EPUB (lire en ligne)

### Critiques
- David R. Henderson, « Economics in One Lesson: An Appreciation », The Freeman, vol. 54, no 9,‎ 2004, p. 26-28 (lire en ligne, consulté le 8 octobre 2013)